# Funnings kirkja
Funnings kirkja er en kirke på Færøerne i bygden Funningur på Eysturoy, Den hører til Færøernes folkekirke.
Kirken er en af de ti ældste trækirker på Færøerne. Den blev indviet 30. november 1847 og er dermed den nyeste af de traditionelle trækirker.
Kirken er beliggende i maleriske omgivelser, ved elven Stórás udløb i fjorden Funningsfjørður. Bygmesteren var Jákup Andreassen fra Syðrugøta. Stedet, hvor kirken står, hedder niðri í Hólma.
Kirken er et langhus af lodrette tjærede planker, rejst på en hvidtet stensokkel. Kirken er dækket med græs og som traditionen byder var underlaget tidligere birkebark, nu eternitplader. Tagrytteren i vestenden er diagonalt stillet og har gråt pyramidetag. Der er seks vinduer på sydsiden og fem på nordsiden, hvor også indgangsdøren sidder. Alle vinduer har skodder, der kan trækkes op nedefra.
Kirken har åben tagstol. Koret adskilles fra resten af kirkerummet af et korgitter, med udsavede symboler.
Altertavlen forstiller den korsfæstede og er fra 1850erne. Alterstagerne er fra kirkens opførselstid.
Døbefonten er ottekantet med et tinfad fra 1735. Prædikestolen er tresidet. I forkirken hænger en tavle med initialerne på de folk, der i sin tid byggede kirken samt årstal. En krucifiksfigur uden arme, menes at stamme fra det 17. århundrede.
De to lysekroner er skænket henholdsvis af menigheden i Gjógv (1929) og Funningur. I forkirken hænger et skilt med teksten: "spyt ikke på gulvet" underskrevet af en tidligere præst på stedet. Kirken har 10 bænke på mandesiden og 9 bænke på kvindesiden. Klokken er støbt af De Smithske Støberier i Aalborg og bærer teksten: " kommer til mig".
- Funnings kirkja
- Funnings kirkja
- Funnings kirkja